# Список національних парків В'єтнаму

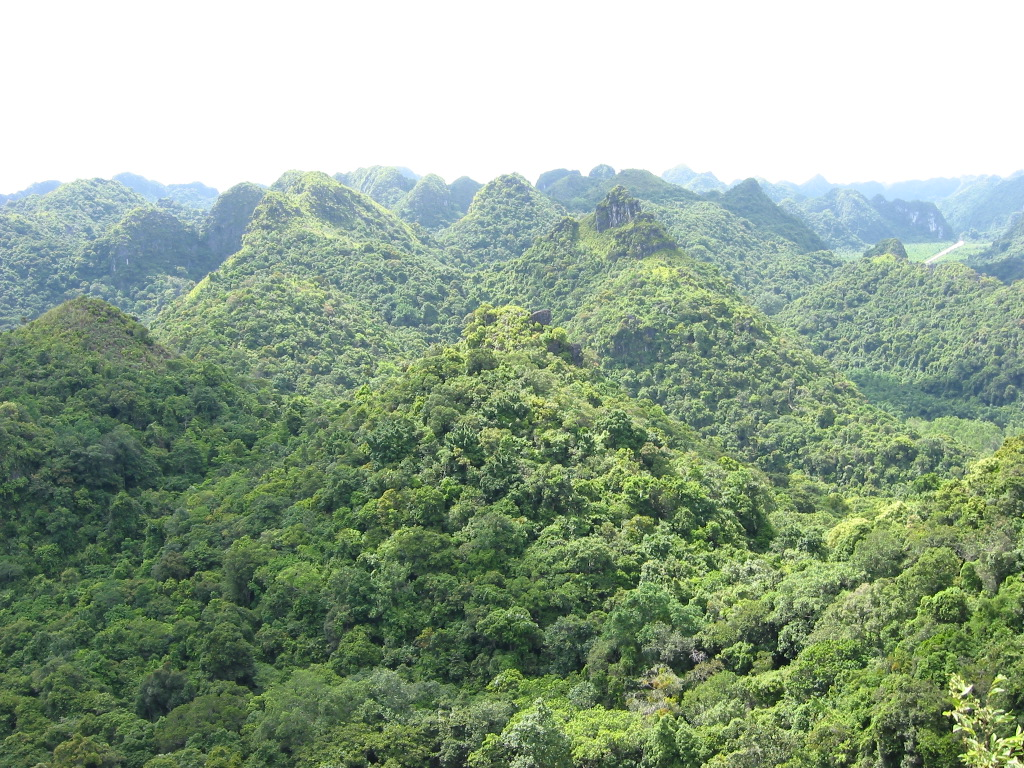
Національний парк Катба

Національні парки В'єтнаму (в'єт. Danh sách các vườn quốc gia tại Việt Nam) офіційно визнаються Урядом В'єтнаму через відповідні укази. Зазвичай національними парками, розташованими на території декількох провінцій та міст, керує Міністерство сільського господарства та сільського розвитку, тоді як національними парками, розташованими у межах провінції або міста, керує Народний комітет провінції чи міста.
Національні парки В'єтнаму, що простягаються від північних кордонів до віддалених південних островів, створювались з метою захисту природних екосистем, флори та фауни, різноманітних природних ландшафтів, таких як субтропічні дощові ліси у Фіаоак-Фіаден; субальпійські субтропічні ліси, вічнозелені тропічні ліси та прибережні мангрові ліси національних парків Суантхюі, Катба і Муйкамао, а також ліси чайного дерева на торфі в Уміньтхионгу і Уміньсі.
На даний час (2025 р) у В'єтнамі функціонують 34 національні парки. Кукфионг — перший національний парк, що був заснований у 1966 році на території трьох провінцій: Ніньбінь, Тханьхоа та Хоабінь. Між тим, останній національний парк Шонгтхань, заснований 18 грудня 2020 року, розташований у провінції Куангнам. Фонгня-Кебанг є національним парком з найбільшою площею, тоді як мангрові ліси в Суантхюі є національним парком з найменшою площею.

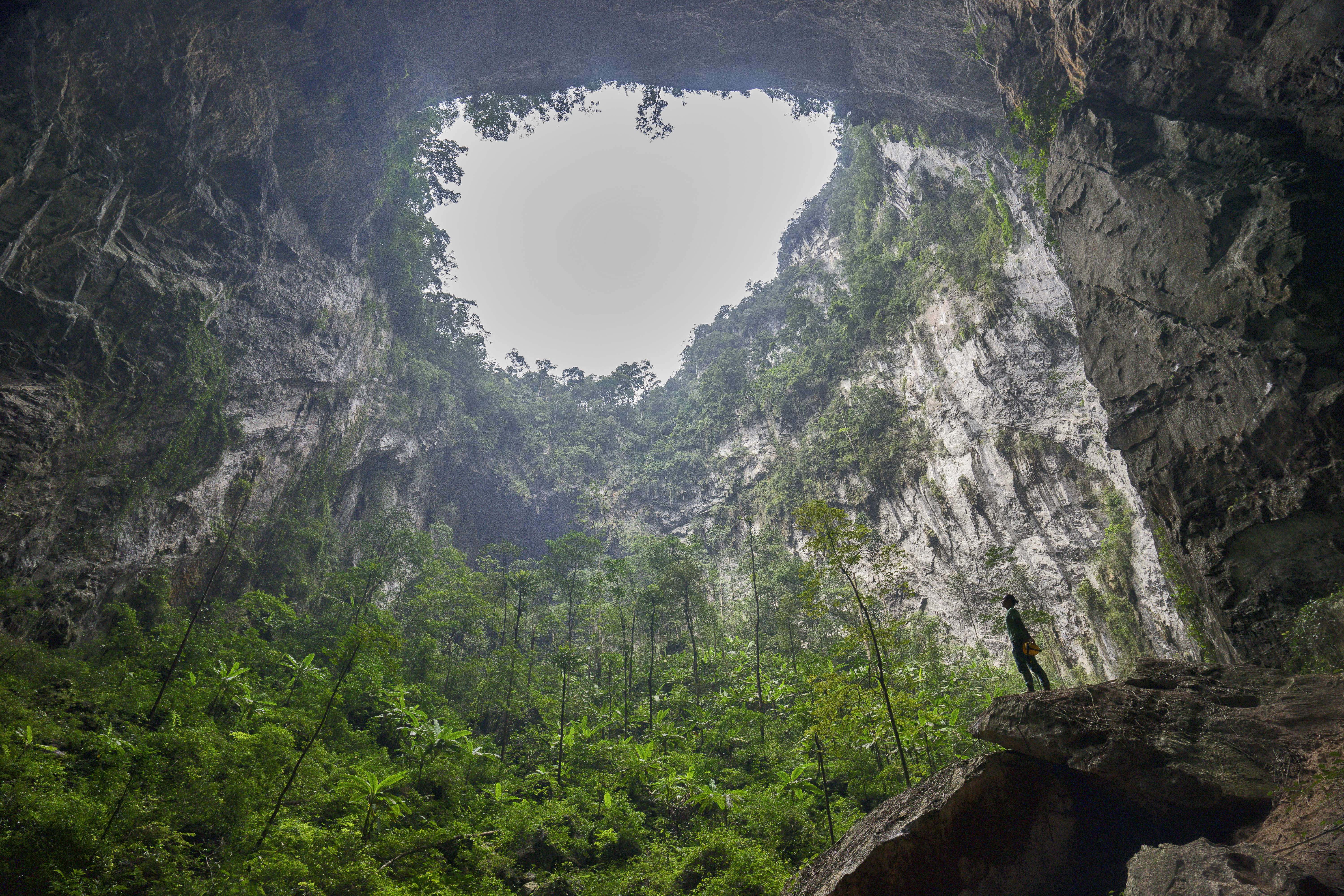
Національний парк Фонгня-Кебанг

Фонгня-Кебанг — єдиний національний парк В'єтнаму, визнаний ЮНЕСКО як Світова спадщина (з 2003 року). Крім того, частина національного парку Байтилонг також включена до Всесвітньої спадщини Халонг. Деякі інші національні парки також входять до попереднього списку об'єктів спадщини ЮНЕСКО, наприклад національні парки Каттьєн і Катба, а також національний парк Бабе, який є частиною парку природної спадщини Бабе-Наханг.

## Список національних парків В'єтнаму
| Регіон                        | Назва         | Засн. | Площа (га) | Провінція                     |
| ----------------------------- | ------------- | ----- | ---------- | ----------------------------- |
| Північний Схід                | Хоангльєн     | 2002  | 29,845     | Лаокай, Лайтяу                |
| Північний Схід                | Бабе          | 1992  | 7,610      | Баккан                        |
| Північний Схід                | Байтилонг     | 2001  | 15,783     | Куангнінь                     |
| Північний Схід                | Суаншон       | 2002  | 15,048     | Футхо                         |
| Північний Схід                | Тамдао        | 1996  | 36,883     | Віньфук, Тхайнгуєн, Туєнкуанг |
| Північний Схід                | Зузя          | 2015  | 15,006     | Хазянг                        |
| Північний Схід                | Фіаоак-Фіаден | 2018  | 10,593     | Каобанг                       |
| Дельта Червоної річки         | Баві          | 1991  | 10,815     | Ханой                         |
| Дельта Червоної річки         | Катба         | 1986  | 15,200     | Хайфонг                       |
| Дельта Червоної річки         | Кукфионг      | 1994  | 22,200     | Ніньбінь, Тханьхоа, Хоабінь   |
| Дельта Червоної річки         | Суантхюі      | 2003  | 7,100      | Намдінь                       |
| Північ Центрального Узбережжя | Бенен         | 1992  | 14,735     | Тханьхоа                      |
| Північ Центрального Узбережжя | Пумат         | 2001  | 91,113     | Нгеан                         |
| Північ Центрального Узбережжя | Вукуанг       | 2002  | 55,029     | Хатінь                        |
| Північ Центрального Узбережжя | Фонгня-Кебанг | 2001  | 85,754     | Куангбінь                     |
| Північ Центрального Узбережжя | Батьма        | 1991  | 22,030     | Хюе                           |
| Північ Центрального Узбережжя | Фиокбінь      | 2006  | 19,814     | Ніньтхуан                     |
| Північ Центрального Узбережжя | Нуйцюа        | 2003  | 29,865     | Ніньтхуан                     |
| Центральне Нагір'я            | Цімомрай      | 2002  | 56,621     | Контум                        |
| Центральне Нагір'я            | Конкакінь     | 2002  | 41,780     | Зялай                         |
| Центральне Нагір'я            | Йокдон        | 1991  | 115,545    | Даклак                        |
| Центральне Нагір'я            | Ціянгсін      | 2002  | 58,947     | Даклак                        |
| Центральне Нагір'я            | Бідуп-Нуйба   | 2004; | 64,800     | Ламдонг                       |
| Центральне Нагір'я            | Тадунг        | 2018  | 20,938     | Дакнонг                       |
| Південний Схід                | Каттьєн       | 1992  | 73,878     | Донгнай, Ламдонг, Біньфиок    |
| Південний Схід                | Бузямап       | 2002  | 26,032     | Біньфиок                      |
| Південний Схід                | Кондао        | 1993  | 15,043     | Баріа-Вунгтау                 |
| Південний Схід                | Лого-Самат    | 2002  | 18,765     | Тайнінь                       |
| Дельта Меконгу                | Чамцім        | 1994  | 7,588      | Донгтхап                      |
| Дельта Меконгу                | Уміньтхионг   | 2002  | 8,053      | Кьєнзянг                      |
| Дельта Меконгу                | Муйкамау      | 2003  | 41,862     | Камау                         |
| Дельта Меконгу                | Уміньха       | 2006  | 8,286      | Камау                         |
| Дельта Меконгу                | Фукуок        | 2001  | 31,422     | Кьєнзянг                      |

## Дивіться також
- Національний парк
- Список об'єктів Світової спадщини ЮНЕСКО в В'єтнамі

## Зовнішні посилання
- Національні парки та природні заповідники В’єтнаму (в’єтнамською)